# La Grée-Saint-Laurent

La Grée-Saint-Laurent este o comună în departamentul Morbihan, Franța. În 1 ianuarie 2022 avea o populație de 310 de locuitori.